# Passo di Sant'Antonio
Il passo di Sant'Antonio (Pàso de San Antòne in ladino cadorino, Passu d Sant'Antoni in ladino comelicano), anche chiamato passo del Zovo o "di Monte Zovo", è un valico alpino situato a 1.476 m s.l.m. sulla strada provinciale 532 (ex strada statale), che mette in comunicazione Padola con Auronzo di Cadore, quindi il Comelico con il centro Cadore. Lo stesso passo è possibile raggiungerlo da Danta di Cadore.

## Storia
Rivestì per le valli comelicesi un'importanza fondamentale fino agli anni della prima guerra mondiale in quanto rappresentava quasi l'unico sbocco verso sud per questa terra, non a caso fu eletto suo protettore uno dei santi più amati dalle genti di queste zone.
Successivamente perse importanza vista la costruzione di una strada carrabile nella strettissima valle del Piave, a sua volta sostituita nel 1986 dalla galleria Comelico, dove attualmente scorre la SS 52 Carnica.

## Galleria d'immagini

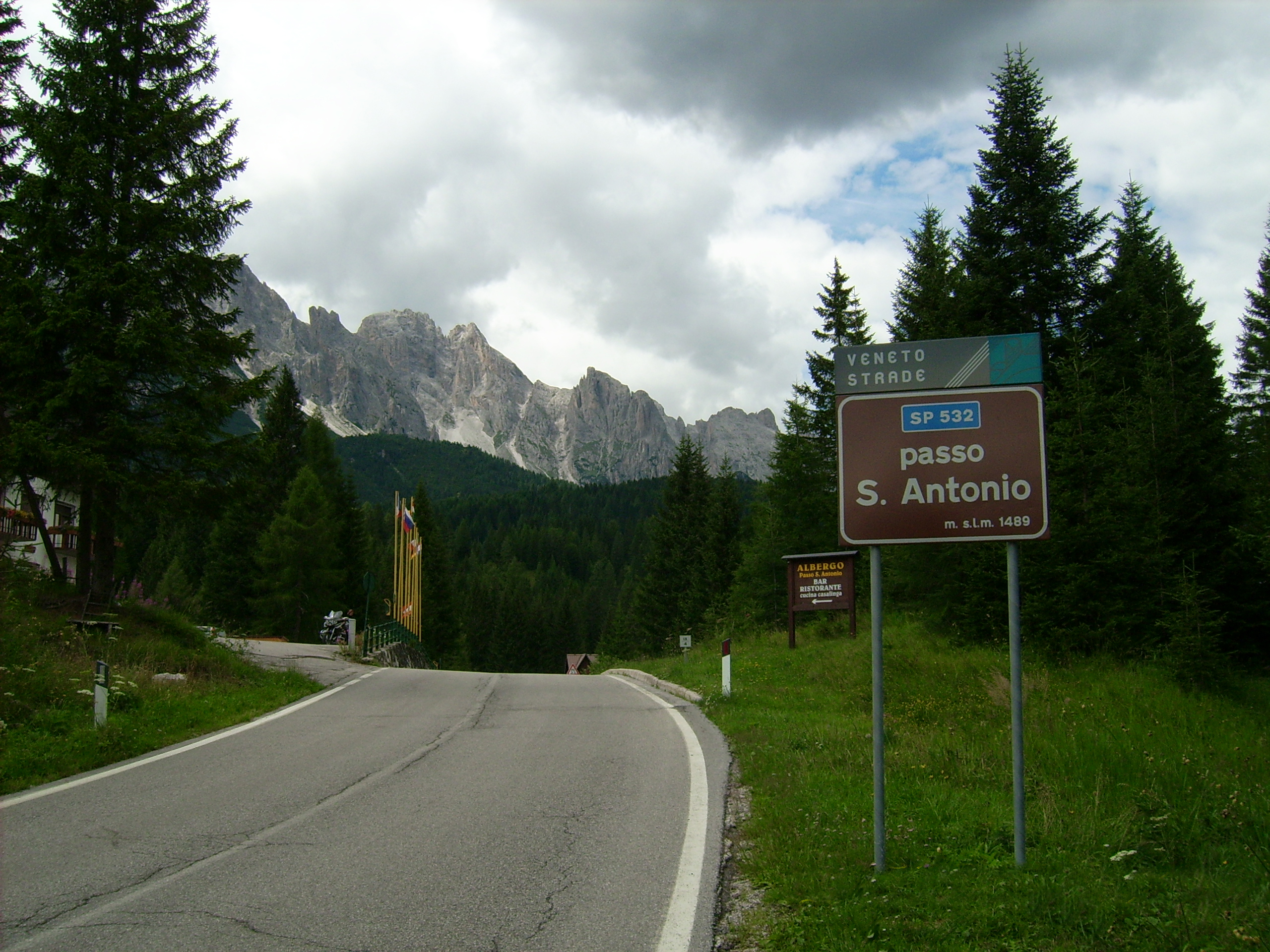
Vista in direzione nord.
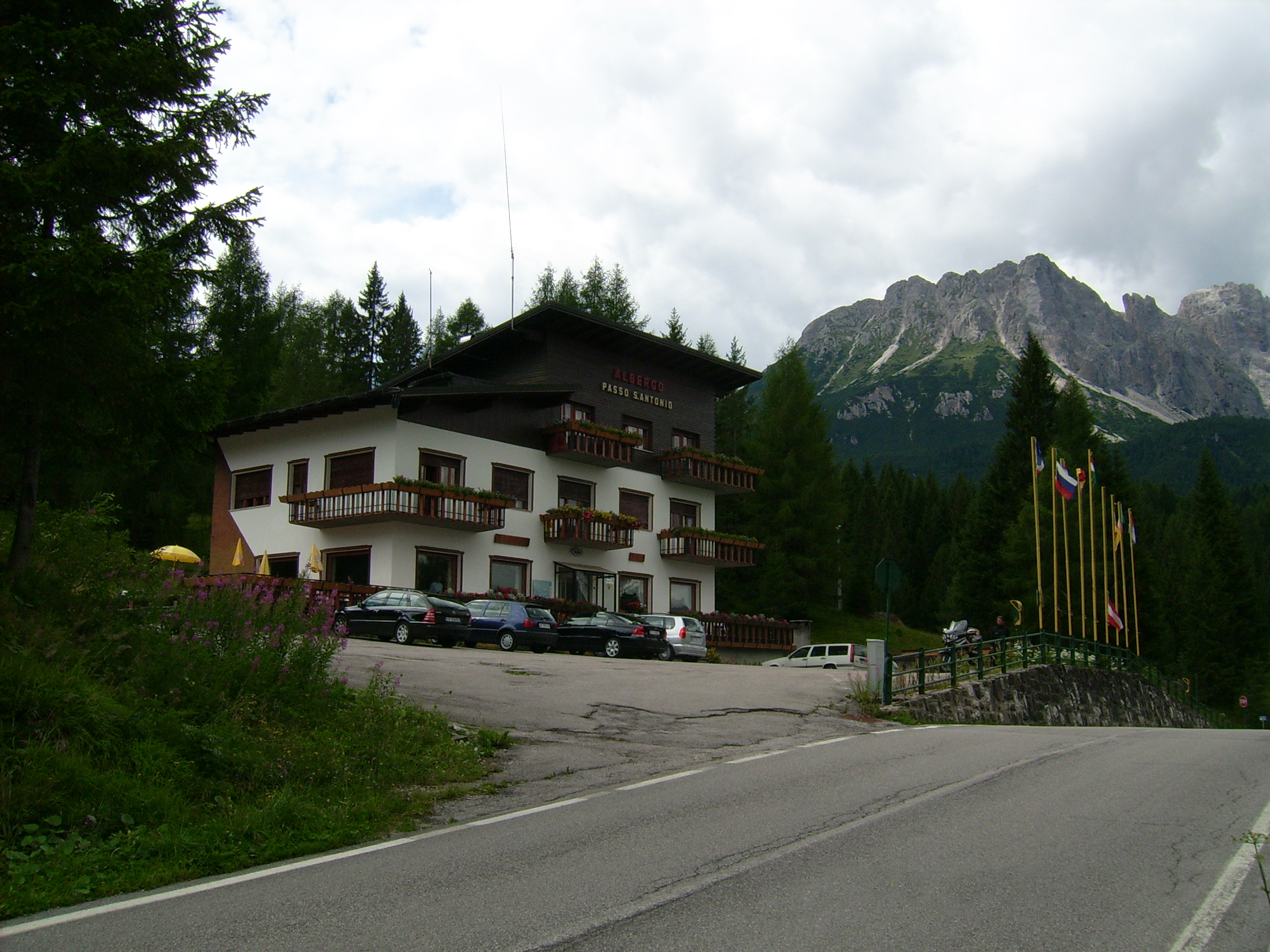
Locanda sul passo.
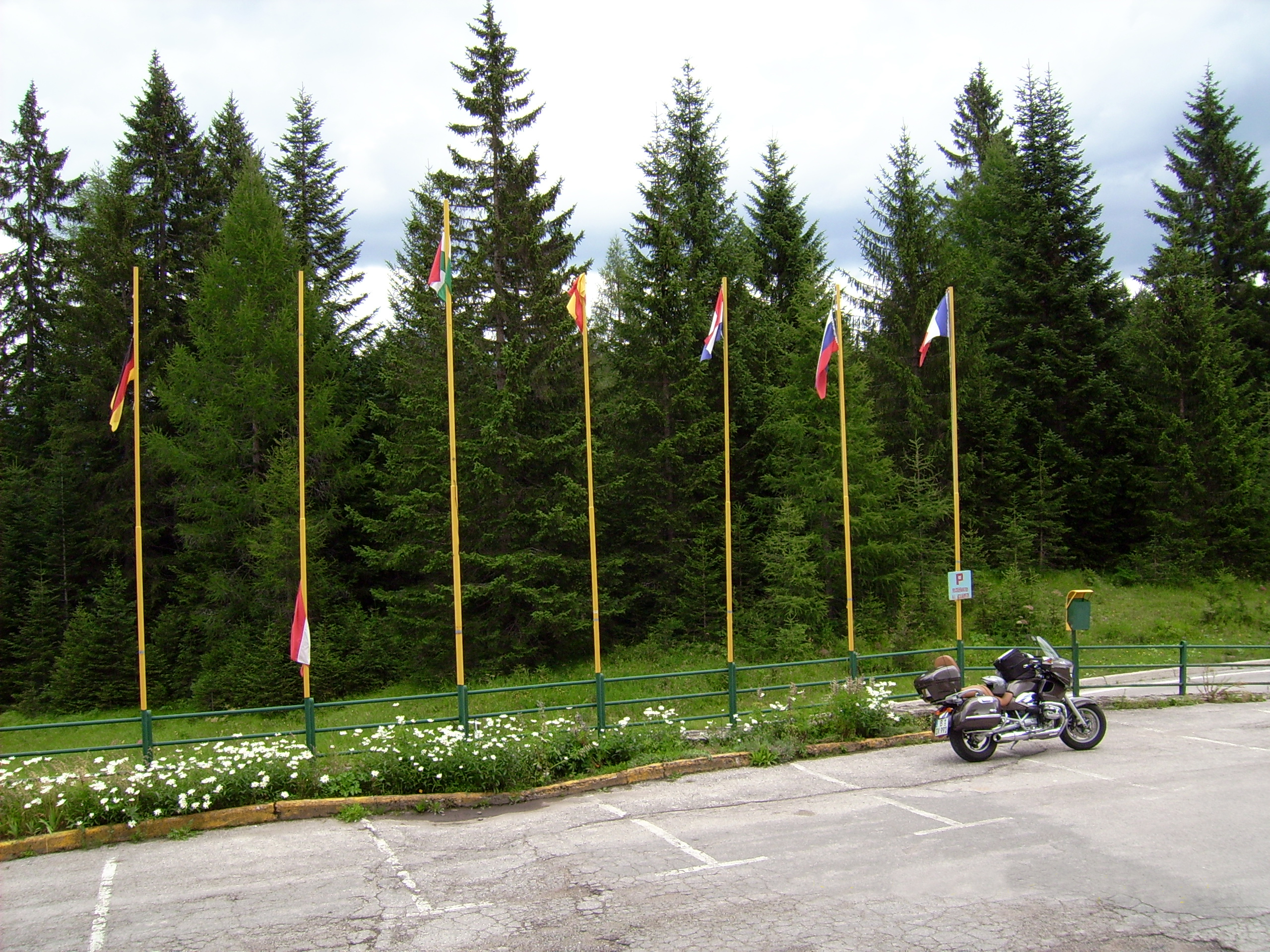
Il parcheggio della locanda.